# Рошин Мерфі
Рошин Марі Мерфі ([roʊˈʃiːn]; ірл.: [ɾˠoːˈʃiːnʲ]; нар. 5 липня 1973) — ірландська авторка пісень, співачка і продюсер. Вперше вона стала відомою в 1990-х роках як учасниця британсько-ірландського трип-хоп-дуету Moloko зі своїм партнером Марком Брайдоном. Після розпаду Moloko Мерфі розпочала сольну кар'єру, випустивши свій дебютний сольний альбом «Ruby Blue», написаний і продюсований разом з музикантом-експериментатором Меттью Гербертом в 2005 році. Її другий сольний альбом Overpowered вийшов у 2007 році.
Після восьмирічної перерви (яка, тим не менше, включала кілька синглів, вокальні особливості та побічні проекти), її третій альбом «Hairless Toys» вийшов у 2015 році; згодом він був номінований на музичну премію Меркурія та музичну премію Ірландії Choice. Наступного року вона випустила свій четвертий альбом Take Her Up to Monto (2016). У 2018 році вона випустила чотири 12-дюймові релізи у співпраці з продюсером Морісом Фултоном.
У червні 2019 року Мерфі випустила дискотечний сингл «Incapable». Випущено ще три сингли, поки вона не оголосила про свій п'ятий сольний альбом «Róisín Machine». Альбом включає раніше випущені сингли, датовані з 2012 по 2020 рік, а також новий матеріал, і був випущений 2 жовтня 2020 року.

## Біографія

### Раннє життя
Мерфі виховувалася в Арклоу, графство Віклоу, Ірландія. Коли їй було 12 років, її сім'я переїхала до Манчестера, Англія. Мерфі прийняла моду 1960-х років: від їзди зі своєю матір'ю, антикваркою, до продажу автомобільних багажників та благодійних магазинів. Вона приховувала свій співочий голос, не бажаючи, щоб інші люди знали, що вона «звучала як Елейн Пейдж», коли їй самій було приємно слухати подібні Sonic Youth та Pixies.
Після трьох років життя в Манчестері її батьки розлучилися і переїхали назад в Ірландію. Мерфі наполягала на тому, щоб залишитися одна у Великій Британії, бо не думала, що її мати має сили продовжувати піклуватися про неї. Мерфі прожила зі своєю найкращою подругою рік, поки вона не змогла отримувати житлову допомогу та жити в сусідній квартирі. У школі знущалися над нею і подружилася з гуртом «дивних хлопчиків, які носили чорне» і які слухали The Jesus and Mary Chain. Мерфі приєдналася до пост-панк-гурту, який розділився після декількох виступів. У сімнадцять років вона вступила до коледжу шостого класу, а пізніше розглядала можливість піти в художню школу. У віці 19 років Мерфі переїхала до Шеффілда, де вона почала відвідувати нічні клуби і надихнулася дизайном Вів'єн Вествуд, яку побачила у Trash. 

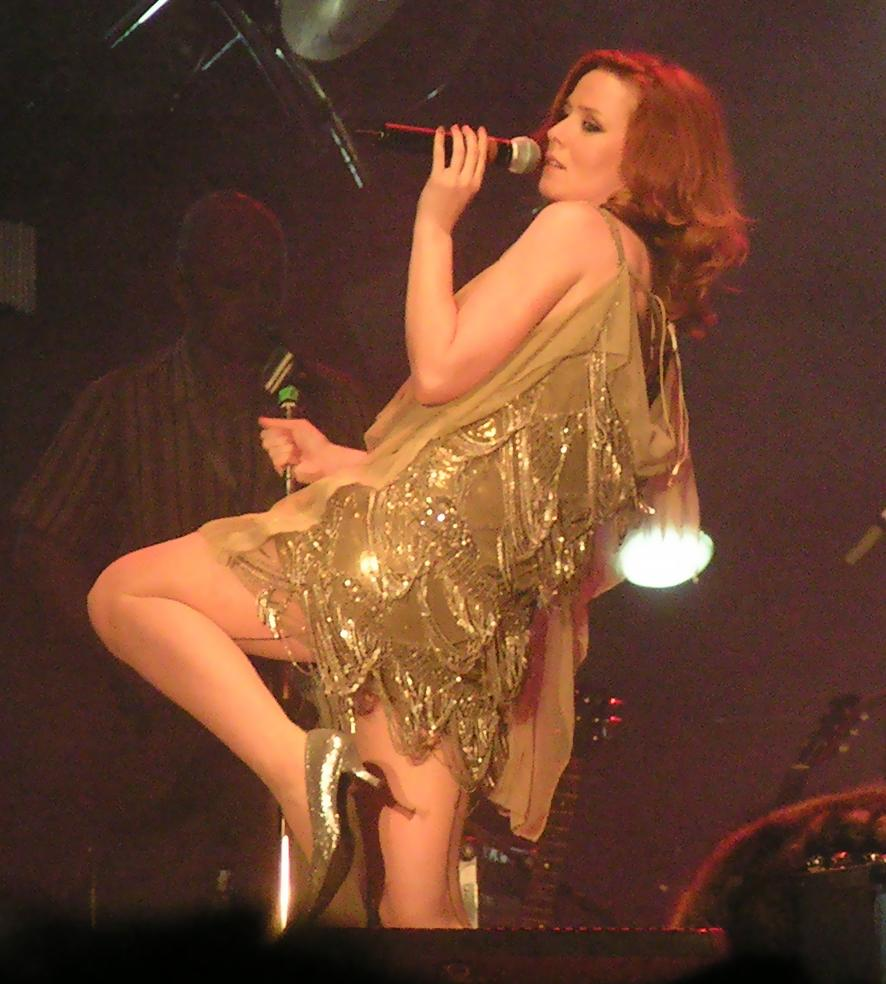
Мерфі виступала на фестивалі Orange Music Experience у м. Хайфа, Ізраїль, 27 червня 2005 р. в рамках туру Ruby Blue.

### 1994–2003: Moloko
Мерфі познайомилася з Марком Брайдоном у 1994 році на вечірці, використовуючи лінію спілкування «Чи подобається вам мій щільний светр? Подивіться, як це пасує моєму тілу». Брайдон привів Мерфі до його студії Fon, де він прослуховував її голос на магнітофон, і йому сподобався театральний показ Мерфі. Вони почали зустрічатися, і новостворений дует Moloko підписав контракт з Echo Records, випустивши дебютний альбом Do You Like My Tight Sweater? наступного року. Альбом був описаний Heather Phares з AllMusic як поєднання елементів трип-хопу та фанку з електронною танцювальною музикою, використовуючи більш жартівливий підхід, ніж деякі їхні сучасники. Продовження I Am Not a Doctor висвітлювало подібну музику, а ремікс Бориса Длугоша на «Sing It Back» мав міжнародний успіх і продовжив бути представленим у понад 110 компіляційних альбомах. Замість оплати Dlugosch, Мерфі допомогла написати «Never Enough»,  яка досягла 16-ї сходинки в чарті UK Singles в червні 2001 року.
У жовтні 2000 року вийшов третій альбом Moloko Things to Make and Do, для якого вони використали більше інструментальних інструментів в режимі реального часу та більше різнопланових аранжувань клавішника Едді Стівенса. Альбом досяг третього місця у рейтингу альбомів Великої Британії, а «The Time Is Now» став найуспішнішим британським синглом, досягши другого місця. Мерфі і Брайдон розлучилися, але за контрактом зобов'язані були поставити подальші альбоми. Після випуску «Statues» у 2003 році Брайдон відмовився від більшої частини промо-альбому, тому Мерфі впоралася з більшістю цього сама. Хоча жодної офіційної заяви щодо майбутнього Moloko не було опубліковано, Мерфі мала це сказати в інтерв'ю журналу Q у травні 2005 року (що було повторено в огляді Ruby Blue у липні 2005 року):
Ми залишили це в хороших відносинах після дуже вдалого туру. Ми потиснули один одному руки, сказали: «До зустрічі», і відтоді не говорили. Я не знаю, що Марк думає про цей запис і що він робить. Не знаю, чи будемо ми, чи не возз'єднаємось. Я сама не хочу.

### 2004–2005:Ruby Blue
Мерфі почала займатися сольною роботою ще в Moloko, включаючи її внески до робіт інших артистів, включаючи Handsome Boy Modeling School та Бориса Длугоша, для якого вона співала в синглі «Never Enough», який став величезним клубним хітом, першої трійки чартів US Hot Dance Club Play.
Мерфі записала свій перший офіційний сольний матеріал у 2004 році з продюсером Метью Гербертом, який раніше робив ремікси для Moloko. Вона хотіла знову працювати з ним, коментуючи, що «це було дуже природно ... адже Метью робить справи швидшими та простішими».  Після того, як пара записала кілька пісень, Мерфі виявила, що їй подобається працювати з Гербертом, і її лейбл Echo Records дозволив їй працювати вільно без будь-яких термінів. Коли вона презентувала їм альбом, вони виявили це дивним і не почули жодної пісні, яка могла б зробити успішними сингли. Підрозділ A&R запропонував Мерфі внести деякі зміни, щоб зробити його більш радіоефірним. Мерфі відмовилася, заявивши, що «хотіла, щоб це було якомога чисто». Пізніше лейбл підтримав її.
Мерфі випустила свій дебютний альбом Ruby Blue у червні 2005 року. До цього треки з альбому були доступні у трьох обмежених тиражах, лише для вінілу: Sequins # 1, Sequins # 2 і Sequins # 3. Випуск ЕР повинен був передувати лондонській виставці художника Саймона Хенвуда, де представлені картини Мерфі в різних вбраннях з блискітками (деякі картини Хенвуда використовуються як обкладинки для платівок).  Титрування - це також каламбур для «блискіток» та відповідного слова «послідовність». Хенвуд також зняв два відеокліпи на сингли альбому («If We're in Love» та «Sow into You»).
У Ruby Blue звуки, що видаються повсякденними предметами та діями, включаючи косметику, латунні миші, танці та прикраси. Він поєднує електронну музику, якою Moloko був відомий, із джазовим та поп-стилями. Хоча альбом зазнав комерційного провалу, він отримав переважно позитивні відгуки; Pitchfork Media назвала це «ідеальним, найвищим поєднанням людського тепла та технологічних ноу-хау». 

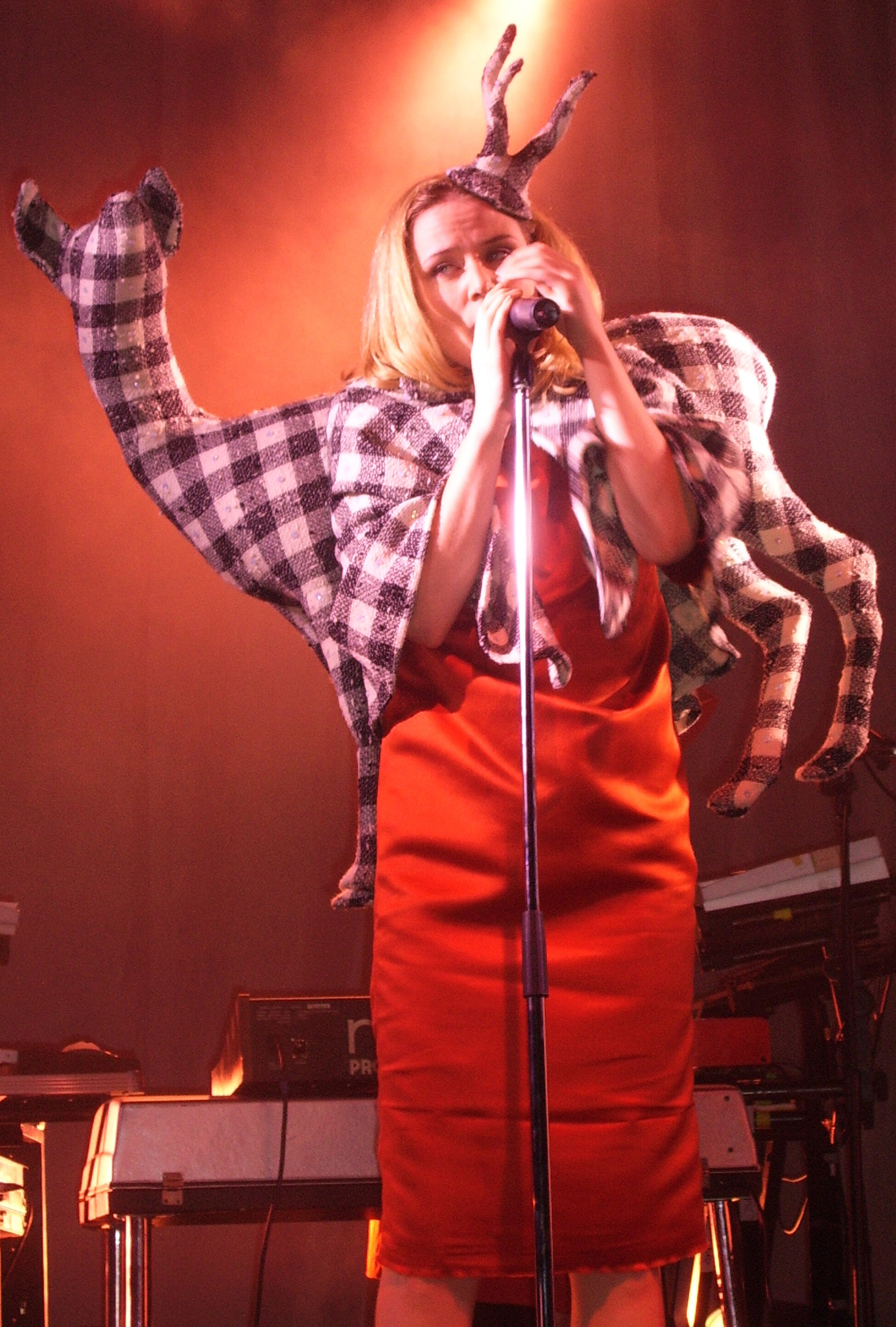
Мерфі виступала у Софії у червні 2008 року.

### 2006–2008:Overpowered
У травні 2006 року Мерфі підписала контракт з EMI. Її перший сингл для лейбла Overpowered  вийшов 2 липня 2007 року. Написаний Мерфі та Полом Долбі (Сейджі) з Bugz in the Attic та змішаний Томом Елмгірстом, сингл супроводжувався низкою реміксів від Seamus Haji, Kris Menace, Hervé та Loose Cannons.  Другий сингл «Let Me Know» (співпраця з Енді Катоном) вийшов у вересні, а незабаром вийшов альбом «Overpowered».
У вересні 2007 року Мерфі отримала попередню номінацію на премію MTV Europe Music Award як Best Inter Act, але не потрапила до фінального списку. 5 жовтня 2007 року вона виконала «Let Me Know» у ніч на п'ятницю з Джонатаном Россом.
Мерфі отримала травму ока 27 жовтня 2007 року, перебуваючи на гастролях у Росії для просування Overpowered. Вона була змушена скасувати кілька наступних дат туру.

### 2009–2014: Hiatus
Незважаючи на добре відомі проблеми в EMI,[джерело?]  Мерфі знову почала працювати з Sejii над третім студійним сольним альбомом. У 2008 році вона записала кавер на пісню Брайана Феррі «Slave to Love», яка прозвучала в кампанії за Gucci  і вийшла на промо-синглі «Movie Star». Мерфі здійснила попередній перегляд матеріалів у лондонському клубі SEone у 2009 році, виконуючи «Momma's Place» та «Hold up Your Hands», і здійснив прем'єру синглу «Oral Fixated» на своїй сторінці Myspace у листопаді 2009 року. Пісня вийшла пізніше цього місяця. Разом із The Guardian пропонують безкоштовне завантаження пісні протягом 48 годин.
З 2010 р. до початку 2013 р. єдиними релізами Мерфі були записи інших виконавців. Вона внесла вокал в альбом Crookers Tons of Friends,  Девіда Бірна і Фатбоя Сліма Here Lies Love, Мейсона «Boadicea», Тоні Крісті «7 Hills», The Feeling «Dance для вогнів», «Simulation» анонімного продюсера, «Golden Era» Девіда Моралеса, «Flash of Light» та «Invisions» з Лукою Сі та Бріганте, «Look Around You» Бориса Длугоша, «Alternate State» від Hot Natured, «Leviathan» Freeform Five та «Im My Garden» з Invisible Cities. Винятком з цього був 12" «Simulation», випущений під своїм іменем у 2012 році.

### 2014–2017:Mi Senti,Hairless Toys,Take Her Up to Monto
У травні 2014 року Мерфі випустила шість треків італійською мовою EP Mi Senti, що містить нову композицію та попередні італійські поп-хіти. Її третій студійний альбом Hairless Toys вийшов через рік, отримавши позитивні відгуки.
Було бажання зробити безперечно вишуканий запис. Це багатошаровий, електронний та живий інструментарій, а в музичному плані він іде туди, де більшість поп-музики ніколи не робить. Це емоційно оголене і закріплене іронією. Я точно не збиралася робити щось унікальне як таке, але [...] це насправді нічого не чути раніше. Тож це неможливо описати, окрім як сказати ... це від душі.— Мерфі

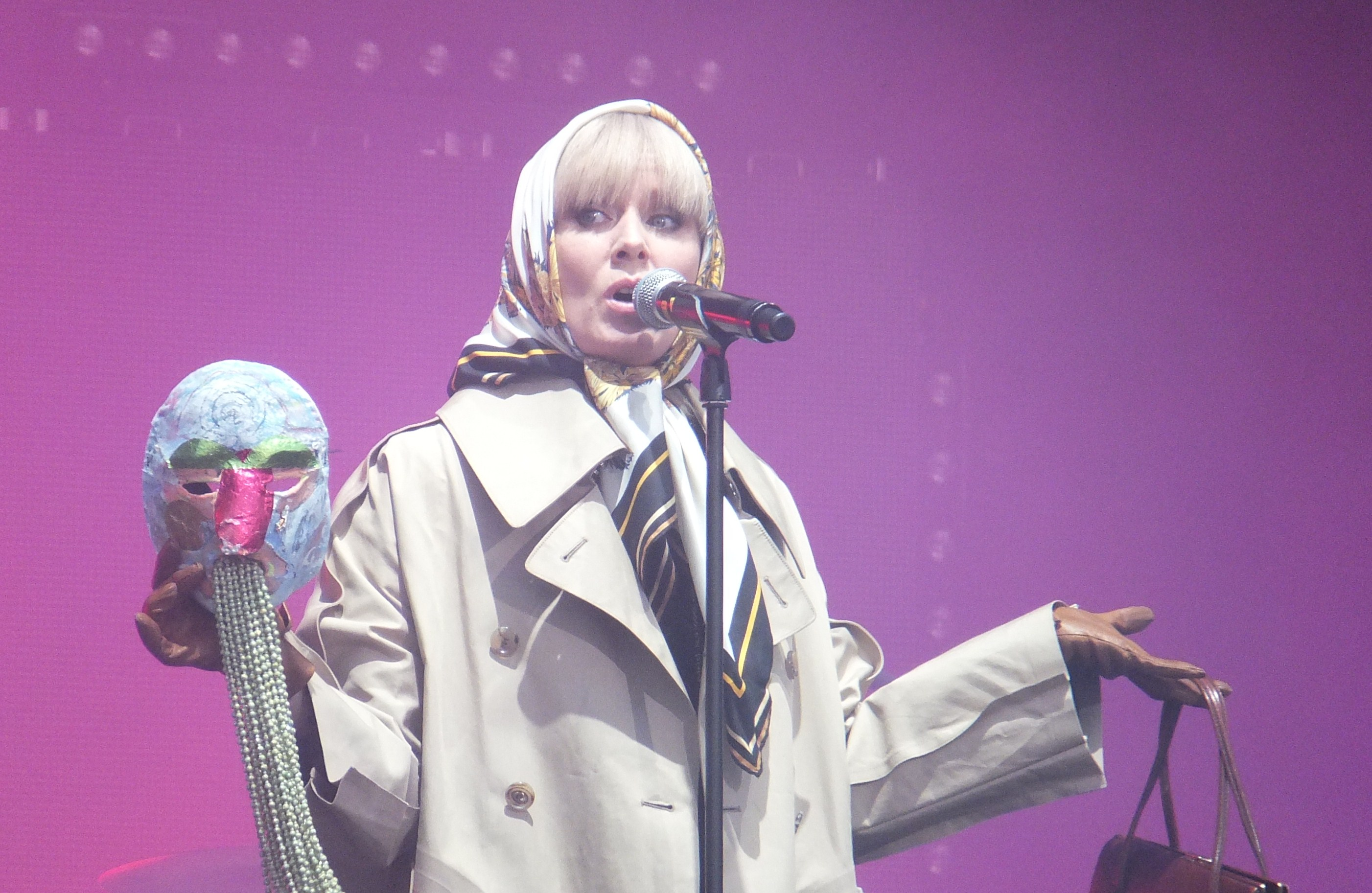
Мерфі виступає на фестивалі Flow у Гельсінкі, 2015 рік

Її альбом Take Her Up to Monto від липня 2016 року  був записаний під час тих самих сесій, що і «Hairless Toys», і до нього увійшов давній співавтор та продюсер Едді Стівенс. Назва Monto походить від однойменної ірландської народної пісні, популяризованої The Dubliners у 1960-х роках, яку батько Мерфі співав їй у дитинстві. Після випуску відбувся ряд європейських фестивальних дат та низка північноамериканських шоу.

### 2018 – сьогодні: співпраця з Fulton,Róisín Machine

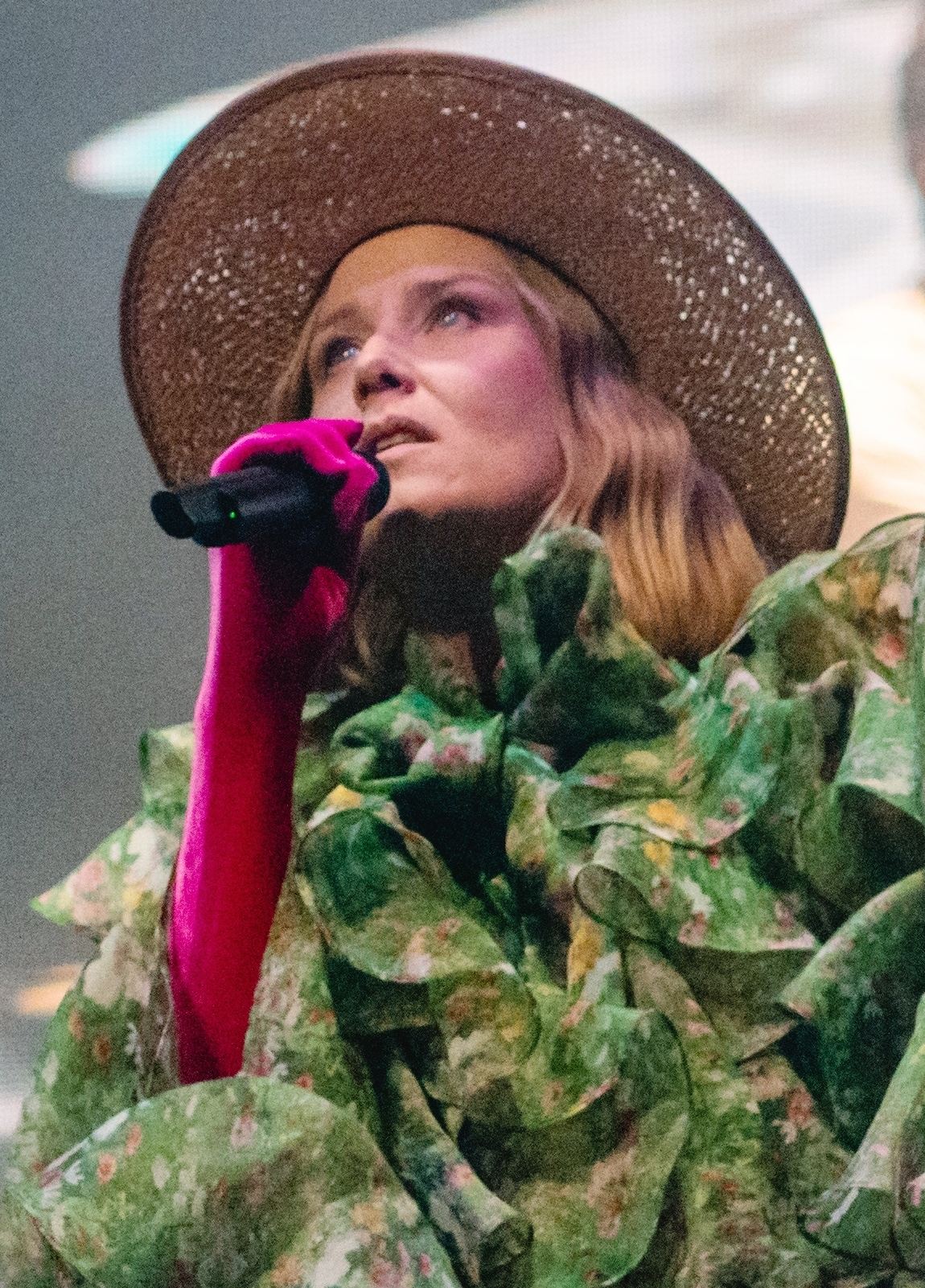
Мерфі виступає на BBC6 Roundhouse Festival (2020 рік)

У 2018 році Vinyl Factory випустив серію з чотирьох 12-дюймових (12-inch; 30 cm) дисків, вироблених піонером хаус-музики Балтимора Морісом Фултоном. Складався з восьми оригінальних пісень, кожна близько 6 хвилин, Мерфі виступила режисером музичних кліпів для чотирьох релізів на стороні A.
Сингл «Murphy's Law» був випущений 4 березня 2020 року. Під час наступного пандемічного карантину її домашні вистави для концерту в прямому ефірі вийшли у серії із шести короткометражних фільмів.
Мерфі випустила свій п'ятий сольний альбом Róisín Machine 2 жовтня 2020 року; LP включає десять треків із синглами «Simulation» та «Jealousy», випущеними кількома роками раніше, а також піснями «Incapable», «Narcissus», «Murphy's Law» і «Something More».
Мерфі зіграла криваву відьму Mercury (Мерк'юрі) в серіалі Netflix 2022 року s The Bastard Son & The Devil Himself. Вона також взяла участь у благодійній ініціативі Homobloc's charity T-shirt collection, яка збирала кошти для організацій, орієнтованих на LGBTQ+.
У березні 2023 року Мерфі оголосила про підписання контракту з Ninja Tune із синглом «CooCool», який спродюсував DJ Koze. Мерфі співпрацювала з художницею Бет Фрей (Beth Frey) і фотографом Коннором Іганом (Connor Egan) над обкладинкою синглу. 17 травня 2023 року Мерфі випустила сингл «The Universe» і анонсувала свій шостий сольний альбом Hit Parade, який вийшов 8 вересня 2023 року та отримав визнання критиків. Після цього у 2024 році вийшов компаньйон Hit Parade Remixed, а Мерфі продовжила гастролі на підтримку релізу.

## Стиль
— Марк Фішер для «Fact»
Electronic Beats описав Мерфі як «справжню королеву арт-попу цього підліткового століття», написавши, що «її чуттєвий і зловісний результат розкиданий по різних жанрах і настроях». AllMusic описав її як «постачальника авантюрної, всеїдної поп-музики, яка поєднувала в собі такі глибокі впливи, як дискотека та гарячий джаз». Австралійське видання OutInPerth назвало її «королевою авангарду Ірландії». Drowned in Sound Джузеппе Зеволлі писав, що «вона об'єднала поп, хаус і дискотеку з авангардною чутливістю та приголомшливим, змінює форму візуальним результатом, який не перестає провокувати». Критик Марк Фішер розмістив її музику в глем-лінії, яка включає Roxy Music, Грейс Джонс та нових романтиків, відзначаючи увагу Мерфі до вирощування вигадки та персони.
Звук ранньої робота Moloko спирався на електронні та трип-хоп впливи, перш ніж перейти на більш органічний звук. Її різноманітна сольна робота включала співпрацю з експериментальним джазовим композитором Метью Гербертом та електронним продюсером Едді Стівенсом, по-різному спираючись на хаус-музику, бальну культуру та авангардну електроніку. У Мерфі контрастний вокальний діапазон, який був описаний як джазовий і охоплює від А2 до В5. Хізер Фарес описала це як «поєднання [складання] дикого різноманіття голосів і фактур, від непереборливо холодного до чудово розслабленого і радісно незвичного». Першими виконавцями, яких вона вразила, були Кім Гордон з Sonic Youth та Кім Діл з Pixies. Іггі Поп також надихнув її своєю «енергією — і він дарує». Вона заявила, що на неї найбільше вплинули Сьюзі С'ю, Грейс Джонс та Б'єрк. Її також надихнули італійські співачки, такі як Міна та Петті Право, тим, як вони володіли сценою, коли рухалися єю. Мерфі описує свої виступи як «трохи схожі на The Rocky Horror Picture Show»; За словами Джада Салфіті (Jad Salfiti) з Financial Times, її аудиторія «одягається так, щоб віддзеркалити ефектну моду самого Мерфі». Салфіті також сказав про Мерфі: «[її] одяг підсилює її особистість: ексгібіціоністська, грайлива, еклектична, більша за життя».
Мерфі привернула значну увагу та похвалу за свій ексцентричний та образний стиль моди. Electronic Beats відзначила «її репутацію спортивної авангардної моди, яка займає місце серед еліти моди».

## Особисте життя
Мерфі має дочку Клодагу від художника Саймона Генвуда, яка народилась 15 грудня 2009 року. Станом на 2019 рік Мерфі перебуває у стосунках із Себастьяно Проперці, від якого у неї народилася друга дитина, син Тадх, у вересні 2012 року. Мерфі жила між Лондоном та Ірландією, тепер мешкає на Ібіці (Іспанія). Мерфі страждає на дислексію.

## Дискографія
з Moloko
- Do You Like My Tight Sweater?[en] (1995)
- I Am Not a Doctor[en] (1998)
- Things to Make and Do[en] (2000)
- Statues[en] (2003)

сольні
- Ruby Blue[en] (2005)
- Overpowered[en] (2007)
- Hairless Toys[en] (2015)
- Take Her Up to Monto[en] (2016)
- Róisín Machine[en] (2020)
- Hit Parade[en] (2023)

## Тури
- Ruby Blue (2005–2006)
- Overpowered]] (2007–2008)
- Dj-Set (2009–2014)
- Hairless Toys (2015–2016)
- Take Her Up to Monto (2016–2017)
- Róisín Machine (2021–2022)
- Hit Parade Tour (2023–2024)

## Нагороди та номінації
| Рік  | Нагорода                         | Робота               | Категорія                         | Результат | Ref.   |
| ---- | -------------------------------- | -------------------- | --------------------------------- | --------- | ------ |
| 1999 | Нагорода Айвор Новелло           | «Sing It Back»       | The Ivors Dance Award             | Номінація | [ 68 ] |
| 2000 | Brit Awards                      | «Sing It Back»       | British Single of the Year        | Номінація | [ 69 ] |
| 2000 | MTV Europe Music Awards          | Moloko               | Best Dance                        | Номінація | [ 70 ] |
| 2000 | Q Awards                         | «The Time is Now»    | Best Single                       | Номінація | [ 71 ] |
| 2001 | Нагорода Айвор Новелло           | «The Time is Now»    | The Ivors Dance Award             | Номінація | [ 68 ] |
| 2001 | Brit Awards                      | «The Time is Now»    | British Single of the Year        | Номінація | [ 72 ] |
| 2001 | Brit Awards                      | «The Time is Now»    | British Video of the Year         | Номінація | [ 72 ] |
| 2001 | Brit Awards                      | Moloko               | British Group                     | Номінація | [ 72 ] |
| 2001 | Brit Awards                      | Moloko               | British Dance Act                 | Номінація | [ 72 ] |
| 2003 | TMF Awards                       | «Statues»            | Best International Album          | Номінація | [ 73 ] |
| 2003 | TMF Awards                       | Moloko               | Best International Dance          | Номінація | [ 73 ] |
| 2003 | TMF Awards                       | Moloko               | Best International Live           | Номінація | [ 73 ] |
| 2004 | Нагорода Айвор Новелло           | «Familiar Feeling»   | The Ivors Dance Award             | Номінація | [ 68 ] |
| 2004 | Meteor Music Awards              | Herself              | Best Irish Female                 | Номінація |        |
| 2004 | Edison Awards                    | «Statues»            | Best Dance                        | Перемога  | [ 74 ] |
| 2005 | Antville Music Video Awards      | «Sow into You»       | Worst Video                       | Номінація | [ 75 ] |
| 2006 | Meteor Music Awards              | Herself              | Best Irish Female                 | Номінація |        |
| 2007 | Popjustice £20 Music Prize       | «Overpowered»        | Best British Pop Single           | Номінація |        |
| 2007 | Choice Music Prize               | «Overpowered»        | Album of the Year                 | Номінація | [ 76 ] |
| 2008 | Hungarian Music Awards           | «Overpowered»        | Best Foreign Dance Album          | Номінація | [ 77 ] |
| 2008 | Meteor Music Awards              | Herself              | Best Irish Female                 | Номінація |        |
| 2008 | Meteor Music Awards              | Herself              | Best Irish Pop Act                | Номінація |        |
| 2008 | UK Music Video Awards            | «You Know Me Better» | Best Styling in a Video           | Номінація |        |
| 2015 | UK Music Video Awards            | «Evil Eyes»          | Best Styling in a Video           | Номінація | [ 78 ] |
| 2015 | Mercury Prize                    | «Hairless Toys»      | Album of the Year                 | Номінація | [ 79 ] |
| 2015 | Choice Music Prize               | «Hairless Toys»      | Album of the Year                 | Номінація | [ 80 ] |
| 2016 | International Dance Music Awards | «Evil Eyes»          | Best Indie Dance Track            | Номінація | [ 81 ] |
| 2016 | AIM Independent Music Awards     | Herself              | Outstanding Contribution to Music | Перемога  | [ 82 ] |
| 2019 | Q Awards                         | «Incapable»          | Best Track                        | Номінація | [ 83 ] |
| 2020 | Choice Music Prize               | Róisín Machine       | Album of the Year                 | Номінація | [ 84 ] |